# Agència Universitària de la Francofonia
L' Agència Universitària de la Francofonia, oficialment i en francès Agence universitaire de la Francophonie (AUF) és una xarxa global d'institucions d'ensenyament superior i de recerca de parla francesa. Fundada el 1961 a Montreal, al Quebec, com a Association des Universités Partiellement ou Entièrement de Langue Française (AUPELF), l'AUF és una institució multilateral que dona suport a la cooperació i la solidaritat entre les universitats i institucions francòfones. Opera als països francòfons i no parlants d'Àfrica, països àrabs, sud-est asiàtic, Amèrica del Nord i del Sud, Polinèsia, el Carib, Europa central, oriental i occidental. El 2020, l'AUF comptava amb 1.007 membres (universitats públiques i privades, instituts d'educació superior, centres i institucions de recerca, xarxes institucionals i xarxes d'administradors universitaris) distribuïts per països dels sis continents. Està activa a 119 països, i està representada per oficines regionals i centres d'informació. L'Associació rep finançament de l'Organització Internacional de la Francofonia, i la seva seu es troba a la Universitat de Mont-real, al Quebec.
Dins dels territoris de parla catalana, la Universitat de Barcelona n'és membre.